# Fidelia Fielding
Fidelia Fielding o Dji'ts Bud dnaca/Flying Bird (1827-1908) fou una dona mohegan (una divisió dels pequot), l'última parlant de llengua mohegan-pequot. Se li atribueix ser instrumental en l'ensenyament i la preservació de la llengua, i va ser inclosa pòstumament en el Saló de la Fama de Dones de Connecticut.

## Treball lingüístic
Fidelia va aprendre l'idioma de la seva àvia materna Martha Uncas, descendent del cabdill Uncas, i va parlar amb ella. Quan fou adulta, Fielding va mantenir quatre diaris en la llengua, que han estat vitals per a la reconstrucció del mohegan-pequot i altre llengües algonquines relacionades.
Ella era una Nanu (dona ancià respectada) i mentora de Gladys Tantaquidgeon, dona mohegan que es va esdevenir antropòleg i va treballar en la llengua i la preservació cultural.
Cap al 1900 Frank Speck, aleshores estudiant d'antropologia a la Universitat de Colúmbia, va anar a Uncasville a trobar Fielding. L'experiència de viure amb ella va encoratjar els estudis de Speck sobre llengües i cultures natives americanes. Va basar el seu estudi de la llengua en el seu testimoni. Després de la seva mort, les traduccions de Speck dels seus diaris es van conservar als arxius del Museu Nacional dels Indis americans a la ciutat de Nova York.

## Personal
Fidelia Hoscott es va casar amb William Fielding. Era una dona independent i va continuar vivint en l'estil de vida tradicional mohegan, i és l'última en la seva àrea en viure en un wigwam tradicional mohegan.

## Llegat i honors
Fielding és una de les tres ameríndies que han estat incloses en el Saló de la Fama de Dones de Connecticut. Va ser introduïda el 1994 en la categoria d'Educació i Preservació. Gladys Tantaquidgeon també en fou introduïda.
Fou enterrada als antics cementiris dels mohegans al parc estatal Fort Shantok a Montville (Connecticut), amb una assistència estimada de 1.000 persones el 24 de maig de 1936.
Ela lingüistes del Mohegan Language Project, inclosa la seva descendent Stephanie Fielding, han començat a treballar amb materials compilats i arxivats per Fielding i Speck per tal de reconstruir i reviure l'idioma mohegan-pequot per a les noves generacions.